# U-418
U-418 — средняя немецкая подводная лодка типа VIIC времён Второй мировой войны.

## История
Заказ на постройку субмарины был отдан 20 января 1941 года. Лодка была заложена 21 октября 1941 года на верфи Данцигер Верфт в Данциге под строительным номером 119, спущена на воду 11 июля 1942 года. Лодка вошла в строй 21 октября 1942 года под командованием оберлейтенанта Герхарда Ланге.

### История службы
Лодка совершила один боевой поход. Успехов не достигла. Потоплена 1 июня 1943 года в Бискайском заливе к северо-западу от мыса Ортегаль, Испания, в районе с координатами 47°05′ с. ш. 08°55′ з. д. ракетами с британского самолёта «Бофайтер». 48 погибших (весь экипаж).

### Флотилии
- 21 октября 1942 года — 30 апреля 1943 года — 8-я флотилия (учебная)
- 1 мая — 1 июня 1943 года — 1-я флотилия

### Атаки на лодку
- 30 мая 1943 года лодку атаковал британский самолёт «Каталина». U-418 не успела отчитаться об этой атаке, так как погибла через несколько часов. Зенитным огнём подводники поразили нос самолёта, убив переднего стрелка и ранив ещё двоих лётчиков. Пилот сумел сбросить бомбы и удержать самолёт от падения, однако повреждения были столь серьёзны, что «Каталина» всё-таки рухнула в воду при посадке и впоследствии пошла на слом.